# Радіаційна стійкість
Радіаційна загартованість — здатність електронних компонентів кремнієвих схем мікропроцесорів, бути стійкими до пошкоджень або несправностей, спричинених високим рівнем проникаючого іонізуючого випромінювання при зміні основних параметрів в межах норм, що регламентовані технічними умовами. Джерелами загроз мікросхемам можуть бути ядерні енергетичні установки, ядерні вибухи, природні та штучні радіаційні пояси Землі, космічні промені, цикли сонячної активності, ін. Через тривалість розробки та випробувань, необхідних для виготовлення мікроелектронних конструкцій радіаційно-стійких мікросхем, процес створення таких мікросхем відірваний від звичайних розробок.
Стійкі до випромінюваної радіації продукти, як правило, проходять один або більше випробувань на ефекти, включаючи загальну дозу іонізації (TID), посилені ефекти з низькою дозою (ELDRS) та Порушення в результаті одиничної події.

## SEU та дизайн мікросхем
SEU не руйнують мікросхеми, але вони можуть спричинити помилки. У космічних мікропроцесорах однією з найбільш вразливих частин часто є кеш-пам'яті 1-го та 2-го рівнів, оскільки вони повинні бути дуже малими і мати дуже високу швидкість, а це означає, що вони не тримають великого заряду. Часто ці кеші вимикаються, якщо наземні конструкції налаштовані на виживання SEU. Ще однією точкою вразливості є скінченний автомат, що керує мікропроцесором, через ризик потрапляння в «мертві» стани (без виходів), однак ці схеми повинні керувати всім процесором, тому вони мають відносно великі транзистори для забезпечення відносно великих електричних течії і не настільки вразливі, як можна подумати. Ще одним вразливим компонентом процесора є оперативна пам'ять. Для забезпечення стійкості до SEU, часто використовується пам'ять з кодом усунення помилок, разом із схемою для періодичного зчитування (що призводить до виправлення) або очищення (якщо зчитування не призводить до виправлення) пам'яті помилок, перш ніж помилки переповнюють схему виправлення помилок.
У цифрових та аналогових схемах одна подія може спричинити поширення одного або декількох імпульсів напруги (тобто збоїв) по ланцюгу, і в цьому випадку це називається перехідним процесом з однією подією (SET). Оскільки поширюваний імпульс технічно не є зміною «стану», як у SEU пам'яті, слід розрізняти SET та SEU. Якщо SET поширюється через цифрову схему і призводить до того, що неправильне значення фіксується в послідовному логічному блоці, це вважається SEU.
Проблеми з апаратним забезпеченням також можуть виникати із пов'язаних причин. За певних обставин (як-то конструкції ланцюга, конструкції процесу, так і властивостей частинок) може бути активований «паразитний» тиристор, властивий конструкціям КМОП, ефективно спричиняючи видиме коротке замикання від лінії живлення до землі. Ця умова називається тиристорним ефектом (одна з умов), і за відсутності конструктивних контрзаходів часто руйнує пристрій через теплову втечу. Більшість виробників проєктують та випробовують свою продукцію, щоб переконатись, що заскочка не відбувається від ударів частинок атмосфери. З метою запобігання заскочки в просторі епітаксичних плівок, кремнію на ізоляторі (SOI) або кремній на сапфірі(SOS) часто використовують для подальшого зменшення або усунення радіаційної сприйнятливості.

## Приклади радіаційно-стійкого обладнання
- на архітектурі System / 360 базується System 4 Pi[en], що використовувалася на борту Спейс Шаттлів (варіант AP-101).
- першим серійним радіаційно-стійким мікропроцесором був RCA1802 8-бітний процесор, представлений в 1976 році,
- на основі мікроконтролера PIC 1886VE, російський мікроконтролер 50 МГц, розроблений компанією Milandr та виготовлений компанією Sitronics-Mikron за технологією об'ємного кремнію на 180 нм.
- на основі m68k:
  - Coldfire[en]M5208 використовується General Dynamics, низькою потужністю (1,5 Вт) випромінювань загартованої альтернативи.
- на основі 16-бітної архітектури MIL-STD-1750A[en]
  - RH1750 виробництва GEC-Плессі.
- Proton100k SBC від Space Micro Inc, представлений в 2003 році, використовує оновлену схему голосування під назвою TTMR, яка пом'якшує SEU в одному процесорі. Процесор — екватор BSP-15.
- високошвидкісний процесор обробки цифрових сигналів серії Texas Instruments 320C6Xx, Proton200k[en]SBC, представлений в 2004 році, працює на 4000 MIPS, одночасно пом'якшуючи SEU потрійним модульним резервуванням за часом[en](TTMR) і окремими функціональними подій переривань (SEFI) з технологією H-Core.
- На основі MIPS:
  - RH32[en]від Honeywell Aerospace.
  - Mongoose-V використовується НАСА є 32-розрядним мікропроцесором для космічних апаратів (наприклад, New Horizons).
  - KOMDIV-32[en] являє собою 32-розрядний мікропроцесор, сумісний з MIPS R3000, розробки НІІС[en] із виробництвом Курчатовським інститутом, Росія.
- На основі SPARC:
  - Erc32 та LEON[en]2, 3, 4 і 5 є радіаційно-стійкими процесорами, розробленими компанією Гайслера[3] і Європейським космічним агентством.
  - одноплатний комп'ютер Gen 6 (SBC), вироблений Cobham Semiconductor Solutions (раніше Aeroflex[en] Microelectronics Solutions).
- На основі PowerPC:
  - RAD6000 одноплатний комп'ютер (SBC) із Power1[en] CPU виробництва BAE Systems, застосований в ряді розробок NASA, Міністерства оборони США і комерційних космічних літальних апаратах, в тому числі:
    - Марсоходи Opportunity і Spirit
    - Спускний космічний апарат Mars Pathfinder
    - Deep Space 1— експериментальний автоматичний космічний апарат
    - Mars Polar Lander і Mars Climate Orbiter
    - Марс Одіссей — орбітальний апарат
    - Spitzer космічний телескоп
    - MESSENGER автоматична міжпланетна станція для дослідження Меркурія
    - STEREO космічний апарат
    - IMAGE космічний апарат MIDEX
    - Genesis і Stardust
    - Phoenix посадковий модуль NASA для вивчення Марса
    - DAWN автоматична міжпланетна станція
    - Solar Dynamics Observatory

  - RAD750 СБК від BAE Systems, на основі 750 PowerPC процесора, наступник RAD6000.
  - RAD5500, наступник RAD750 на базі PowerPC e5500[en].
  - RHPPC[en] від Honeywell Aerospace. На основі PowerPC 603e.
  - SP0 і SP0-S від Aitech, 3U cPCI SBC, що використовує PowerQUICC[en]-III MPC8548E, PowerPC E500.
  - SBC Proton400k від Space Micro Inc, процесор Freescale P2020 на базі PowerPC e500.
  - BRE440 від Broad Reach Engineering[4]. Основна система на основі чіпа IBM PPC440[en], 266 MIPS, PCI, 2x Ethernet, 2x UARTS, контролер DMA, кеш-пам'ять L1 / L2.
  - SCS750, побудований Maxwell Technologies[en], із трьох ядер PowerPC 750 один проти одного, щоб пом'якшити радіаційні ефекти.
  - компанія Boeing через Центр розвитку супутників виробляє радіаційно-стійкий космічний процесор на базі PowerPC 750.
- На основі ARM:
  - Vorago VA10820, 32-розрядна ARMv6-M Cortex-M0[en].
  - NASA та ВПС США розробляють HPSC, процесор на основі Cortex-A53 для майбутнього використання у космічних кораблях[5].
  - DAHLIA від ЄКА, процесор на основі Cortex-R52[6].
- На основі RISC-V:
  - Cobham[en] Gaisler NOEL-V 64-біт.

## Вивчення проблем радіаційної загартованості
Розробці та аналізу зміцненої радіацією електроніки, розробці методів випробувань та планів забезпечення радіаційної твердості та розробці рішень специфічних для системи проблем, пов'язаних з радіаційними ефектами сприяє Інститут космічної та оборонної електроніки (ISDE), Національна лабораторія Brookhaven, Національна лабораторія Лоуренса Берклі, Лос-Аламоська національна лабораторія, національна лабораторія Канади з питань ядерної фізики та фізики елементарних частинок ТРІУМФ, Sandia National Laboratories, Європейська координація космічних компонентів (ESCC) і т. д.